# Eneco Tour 2006
La 2e édition de l'Eneco Tour, inscrite au calendrier de l'UCI ProTour 2006, s'est déroulée du 16 au 23 août 2006. L'Allemand Stefan Schumacher (Gerolsteiner) remporte cette édition devant George Hincapie et Vincenzo Nibali.

## Présentation

### Equipes
L'Eneco Tour figurant au calendrier du ProTour, les 20 UCI Proteams sont présentes, auxquelles il faut ajouter trois équipes continentales invitées.
| ProTeams (20)- Astana - Bouygues Télécom - Caisse d'Épargne-Illes Balears - Cofidis-Le Crédit par Téléphone - Crédit agricole - CSC - Davitamon-Lotto - Discovery Channel - Euskaltel-Euskadi - Gerolsteiner - La Française des jeux - Lampre-Fondital - Liquigas - Phonak Hearing Systems - Rabobank - Saunier Duval-Prodir - T-Mobile - AG2R Prévoyance - Quick Step-Innergetic - Team Milram Équipes continentales professionnelles (3)- Unibet.com - Chocolade Jacques-Topsport Vlaanderen - Skil-Shimano |
| |

## Etapes

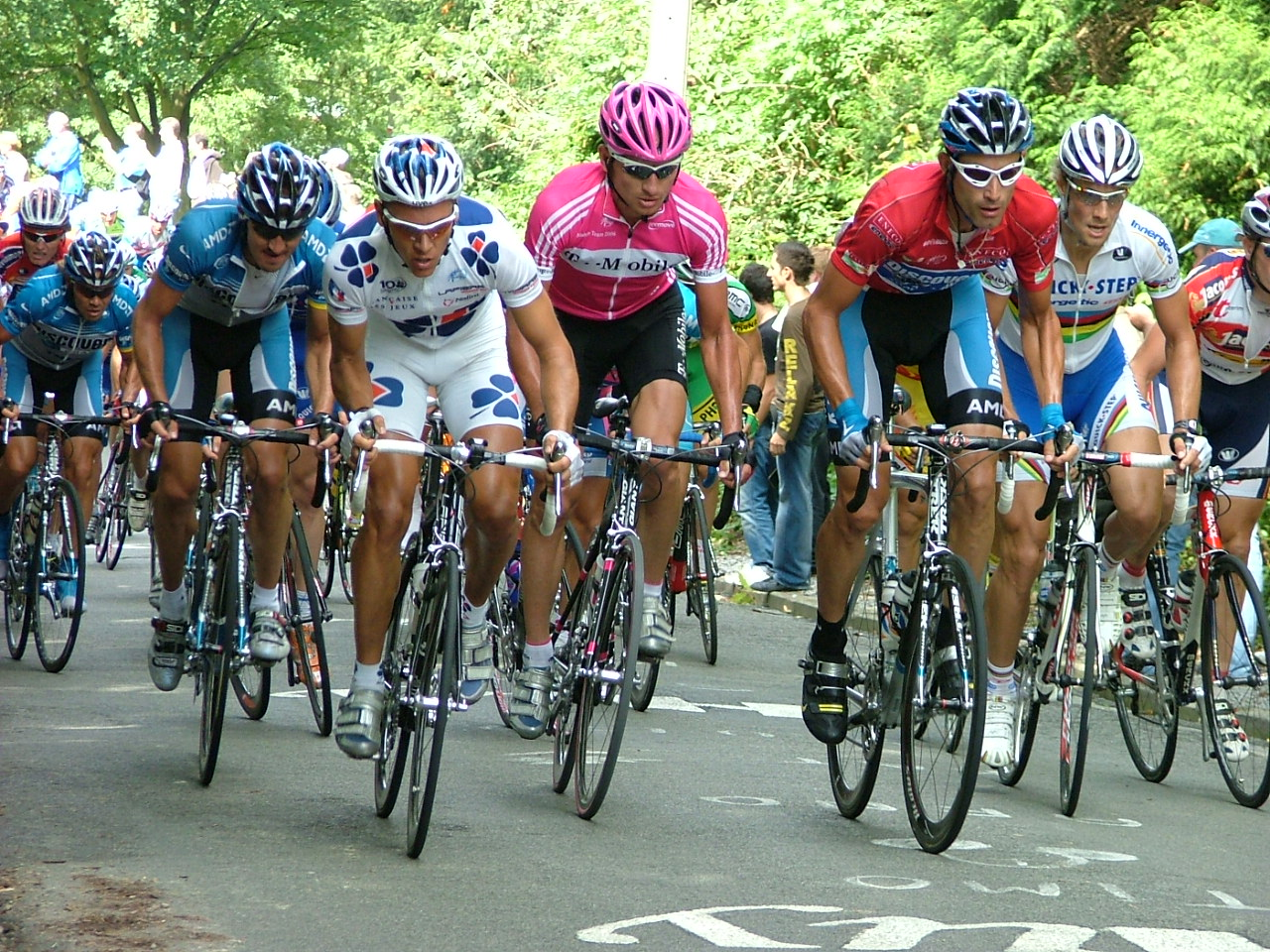
Peloton emmené par Philippe Gilbert et George Hincapie lors de la dernière étape.

| Étape     | Date    | Villes étapes                | type                        | Distance (km) | Vainqueur d'étape | Leader du classement général |
| --------- | ------- | ---------------------------- | --------------------------- | ------------- | ----------------- | ---------------------------- |
| Prologue  | 22 août | Le Helder – Le Helder        | contre-la-montre individuel | 6,1           | Stefan Schumacher | Stefan Schumacher            |
| 1re étape | 23 août | Wieringerwerf – Hoogeveen    | étape de plaine             | 176,9         | Tom Boonen        | Tom Boonen                   |
| 2e étape  | 24 août | Bois-le-Duc – Sittard-Geleen | étape vallonnée             | 194,6         | Manuel Quinziato  | Tom Boonen                   |
| 3e étape  | 25 août | Beek – Westmalle             | étape de plaine             | 185           | Tom Boonen        | Tom Boonen                   |
| 4e étape  | 26 août | Landgraaf – Landgraaf        | contre-la-montre individuel | 16,1          | George Hincapie   | George Hincapie              |
| 5e étape  | 27 août | Hasselt – Balen              | étape de plaine             | 181,7         | Tom Boonen        | George Hincapie              |
| 6e étape  | 28 août | Bornem – Saint-Trond         | étape vallonnée             | 211,7         | David Kopp        | George Hincapie              |
| 7e étape  | 29 août | Ans – Ans                    | étape vallonnée             | 199,7         | Philippe Gilbert  | Stefan Schumacher            |

## Déroulement de la course

### Prologue
Le prologue s'est déroulé le 16 août.
| \| Classement de l'étape \| Classement de l'étape \| Classement de l'étape \| Classement de l'étape \| Classement de l'étape \| \| Coureur \| Coureur \| Pays \| Équipe \| Temps \| \| --------------------- \| --------------------- \| --------------------- \| ------------------------------ \| --------------------- \| \| 1er \| Stefan Schumacher \| Allemagne \| Gerolsteiner \| 7 min 00 s \| \| 2e \| George Hincapie \| États-Unis \| Discovery Channel \| + 1 s \| \| 3e \| Joost Posthuma \| Pays-Bas \| Rabobank \| + 1 s \| \| 4e \| José Iván Gutiérrez \| Espagne \| Caisse d'Épargne-Illes Balears \| + 2 s \| \| 5e \| Tom Boonen \| Belgique \| Quick Step-Innergetic \| + 4 s \| \| 6e \| Manuel Quinziato \| Italie \| Liquigas \| + 5 s \| \| 7e \| Alexei Markov \| Russie \| Caisse d'Épargne-Illes Balears \| + 5 s \| \| 8e \| Nick Nuyens \| Belgique \| Quick Step-Innergetic \| + 5 s \| \| 9e \| Vincenzo Nibali \| Italie \| Liquigas \| + 8 s \| \| 10e \| Thomas Dekker \| Pays-Bas \| Rabobank \| + 8 s \| |                     |            |                                |            |
| |                     |            |                                |            |
| |                     |            |                                |            |
| Classement de l'étape |                     |            |                                |            |
| Coureur | Coureur             | Pays       | Équipe                         | Temps      |
| 1er | Stefan Schumacher   | Allemagne  | Gerolsteiner                   | 7 min 00 s |
| 2e | George Hincapie     | États-Unis | Discovery Channel              | + 1 s      |
| 3e | Joost Posthuma      | Pays-Bas   | Rabobank                       | + 1 s      |
| 4e | José Iván Gutiérrez | Espagne    | Caisse d'Épargne-Illes Balears | + 2 s      |
| 5e | Tom Boonen          | Belgique   | Quick Step-Innergetic          | + 4 s      |
| 6e | Manuel Quinziato    | Italie     | Liquigas                       | + 5 s      |
| 7e | Alexei Markov       | Russie     | Caisse d'Épargne-Illes Balears | + 5 s      |
| 8e | Nick Nuyens         | Belgique   | Quick Step-Innergetic          | + 5 s      |
| 9e | Vincenzo Nibali     | Italie     | Liquigas                       | + 8 s      |
| 10e | Thomas Dekker       | Pays-Bas   | Rabobank                       | + 8 s      |

| \| Classement général \| Classement général \| Classement général \| Classement général \| Classement général \| \| Coureur \| Coureur \| Pays \| Équipe \| Temps \| \| ------------------ \| ------------------- \| ------------------ \| ------------------------------ \| ------------------ \| \| 1er \| Stefan Schumacher \| Allemagne \| Gerolsteiner \| 7 min 00 s \| \| 2e \| George Hincapie \| États-Unis \| Discovery Channel \| + 1 s \| \| 3e \| Joost Posthuma \| Pays-Bas \| Rabobank \| + 1 s \| \| 4e \| José Iván Gutiérrez \| Espagne \| Caisse d'Épargne-Illes Balears \| + 2 s \| \| 5e \| Tom Boonen \| Belgique \| Quick Step-Innergetic \| + 4 s \| \| 6e \| Manuel Quinziato \| Italie \| Liquigas \| + 5 s \| \| 7e \| Alexei Markov \| Russie \| Caisse d'Épargne-Illes Balears \| + 5 s \| \| 8e \| Nick Nuyens \| Belgique \| Quick Step-Innergetic \| + 5 s \| \| 9e \| Vincenzo Nibali \| Italie \| Liquigas \| + 8 s \| \| 10e \| Thomas Dekker \| Pays-Bas \| Rabobank \| + 8 s \| |                     |            |                                |            |
| |                     |            |                                |            |
| |                     |            |                                |            |
| Classement général |                     |            |                                |            |
| Coureur | Coureur             | Pays       | Équipe                         | Temps      |
| 1er | Stefan Schumacher   | Allemagne  | Gerolsteiner                   | 7 min 00 s |
| 2e | George Hincapie     | États-Unis | Discovery Channel              | + 1 s      |
| 3e | Joost Posthuma      | Pays-Bas   | Rabobank                       | + 1 s      |
| 4e | José Iván Gutiérrez | Espagne    | Caisse d'Épargne-Illes Balears | + 2 s      |
| 5e | Tom Boonen          | Belgique   | Quick Step-Innergetic          | + 4 s      |
| 6e | Manuel Quinziato    | Italie     | Liquigas                       | + 5 s      |
| 7e | Alexei Markov       | Russie     | Caisse d'Épargne-Illes Balears | + 5 s      |
| 8e | Nick Nuyens         | Belgique   | Quick Step-Innergetic          | + 5 s      |
| 9e | Vincenzo Nibali     | Italie     | Liquigas                       | + 8 s      |
| 10e | Thomas Dekker       | Pays-Bas   | Rabobank                       | + 8 s      |

### 1reétape
La première étape s'est déroulée le 17 août.
| \| Classement de l'étape \| Classement de l'étape \| Classement de l'étape \| Classement de l'étape \| Classement de l'étape \| \| Coureur \| Coureur \| Pays \| Équipe \| Temps \| \| --------------------- \| --------------------- \| --------------------- \| ------------------------------ \| --------------------- \| \| 1er \| Tom Boonen \| Belgique \| Quick Step-Innergetic \| 4 h 12 min 53 s \| \| 2e \| Simone Cadamuro \| Italie \| Team Milram \| + 0 s \| \| 3e \| Enrico Gasparotto \| Italie \| Liquigas \| + 0 s \| \| 4e \| Julian Dean \| Nouvelle-Zélande \| Crédit Agricole \| + 0 s \| \| 5e \| Marco Zanotti \| Italie \| Unibet.com \| + 0 s \| \| 6e \| Alexei Markov \| Russie \| Caisse d'Épargne-Illes Balears \| + 0 s \| \| 7e \| Fabio Sabatini \| Italie \| Team Milram \| + 0 s \| \| 8e \| Stefan Schumacher \| Allemagne \| Gerolsteiner \| + 0 s \| \| 9e \| Alessandro Ballan \| Italie \| Lampre-Fondital \| + 0 s \| \| 10e \| Aurélien Clerc \| Suisse \| Phonak Hearing Systems \| + 0 s \| |                   |                  |                                |                 |
| |                   |                  |                                |                 |
| |                   |                  |                                |                 |
| Classement de l'étape |                   |                  |                                |                 |
| Coureur | Coureur           | Pays             | Équipe                         | Temps           |
| 1er | Tom Boonen        | Belgique         | Quick Step-Innergetic          | 4 h 12 min 53 s |
| 2e | Simone Cadamuro   | Italie           | Team Milram                    | + 0 s           |
| 3e | Enrico Gasparotto | Italie           | Liquigas                       | + 0 s           |
| 4e | Julian Dean       | Nouvelle-Zélande | Crédit Agricole                | + 0 s           |
| 5e | Marco Zanotti     | Italie           | Unibet.com                     | + 0 s           |
| 6e | Alexei Markov     | Russie           | Caisse d'Épargne-Illes Balears | + 0 s           |
| 7e | Fabio Sabatini    | Italie           | Team Milram                    | + 0 s           |
| 8e | Stefan Schumacher | Allemagne        | Gerolsteiner                   | + 0 s           |
| 9e | Alessandro Ballan | Italie           | Lampre-Fondital                | + 0 s           |
| 10e | Aurélien Clerc    | Suisse           | Phonak Hearing Systems         | + 0 s           |

| \| Classement général \| Classement général \| Classement général \| Classement général \| Classement général \| \| Coureur \| Coureur \| Pays \| Équipe \| Temps \| \| ------------------ \| ------------------- \| ------------------ \| ------------------------------ \| ------------------ \| \| 1er \| Tom Boonen \| Belgique \| Quick Step-Innergetic \| 4 h 19 min 47 s \| \| 2e \| Stefan Schumacher \| Allemagne \| Gerolsteiner \| + 4 s \| \| 3e \| George Hincapie \| États-Unis \| Discovery Channel \| + 7 s \| \| 4e \| José Iván Gutiérrez \| Espagne \| Caisse d'Épargne-Illes Balears \| + 8 s \| \| 5e \| Alexei Markov \| Russie \| Caisse d'Épargne-Illes Balears \| + 11 s \| \| 6e \| Manuel Quinziato \| Italie \| Liquigas \| + 15 s \| \| 7e \| Joost Posthuma \| Pays-Bas \| Rabobank \| + 16 s \| \| 8e \| Vincenzo Nibali \| Italie \| Liquigas \| + 18 s \| \| 9e \| Alessandro Ballan \| Italie \| Lampre-Fondital \| + 18 s \| \| 10e \| Enrico Gasparotto \| Italie \| Liquigas \| + 19 s \| |                     |            |                                |                 |
| |                     |            |                                |                 |
| |                     |            |                                |                 |
| Classement général |                     |            |                                |                 |
| Coureur | Coureur             | Pays       | Équipe                         | Temps           |
| 1er | Tom Boonen          | Belgique   | Quick Step-Innergetic          | 4 h 19 min 47 s |
| 2e | Stefan Schumacher   | Allemagne  | Gerolsteiner                   | + 4 s           |
| 3e | George Hincapie     | États-Unis | Discovery Channel              | + 7 s           |
| 4e | José Iván Gutiérrez | Espagne    | Caisse d'Épargne-Illes Balears | + 8 s           |
| 5e | Alexei Markov       | Russie     | Caisse d'Épargne-Illes Balears | + 11 s          |
| 6e | Manuel Quinziato    | Italie     | Liquigas                       | + 15 s          |
| 7e | Joost Posthuma      | Pays-Bas   | Rabobank                       | + 16 s          |
| 8e | Vincenzo Nibali     | Italie     | Liquigas                       | + 18 s          |
| 9e | Alessandro Ballan   | Italie     | Lampre-Fondital                | + 18 s          |
| 10e | Enrico Gasparotto   | Italie     | Liquigas                       | + 19 s          |

### 2eétape
La deuxième étape s'est déroulée le 18 août.
| \| Classement de l'étape \| Classement de l'étape \| Classement de l'étape \| Classement de l'étape \| Classement de l'étape \| \| Coureur \| Coureur \| Pays \| Équipe \| Temps \| \| --------------------- \| --------------------- \| --------------------- \| ---------------------- \| --------------------- \| \| 1er \| Manuel Quinziato \| Italie \| Liquigas \| 4 h 46 min 43 s \| \| 2e \| Simone Cadamuro \| Italie \| Team Milram \| + 4 s \| \| 3e \| Wouter Weylandt \| Belgique \| Quick Step-Innergetic \| + 4 s \| \| 4e \| Baden Cooke \| Australie \| Unibet.com \| + 4 s \| \| 5e \| Max van Heeswijk \| Pays-Bas \| Discovery Channel \| + 4 s \| \| 6e \| Fabrizio Guidi \| Italie \| Phonak Hearing Systems \| + 4 s \| \| 7e \| Olaf Pollack \| Allemagne \| T-Mobile \| + 4 s \| \| 8e \| Aurélien Clerc \| Suisse \| Phonak Hearing Systems \| + 4 s \| \| 9e \| Alessandro Ballan \| Italie \| Lampre-Fondital \| + 4 s \| \| 10e \| Manuele Mori \| Italie \| Saunier Duval-Prodir \| + 4 s \| |                   |           |                        |                 |
| |                   |           |                        |                 |
| |                   |           |                        |                 |
| Classement de l'étape |                   |           |                        |                 |
| Coureur | Coureur           | Pays      | Équipe                 | Temps           |
| 1er | Manuel Quinziato  | Italie    | Liquigas               | 4 h 46 min 43 s |
| 2e | Simone Cadamuro   | Italie    | Team Milram            | + 4 s           |
| 3e | Wouter Weylandt   | Belgique  | Quick Step-Innergetic  | + 4 s           |
| 4e | Baden Cooke       | Australie | Unibet.com             | + 4 s           |
| 5e | Max van Heeswijk  | Pays-Bas  | Discovery Channel      | + 4 s           |
| 6e | Fabrizio Guidi    | Italie    | Phonak Hearing Systems | + 4 s           |
| 7e | Olaf Pollack      | Allemagne | T-Mobile               | + 4 s           |
| 8e | Aurélien Clerc    | Suisse    | Phonak Hearing Systems | + 4 s           |
| 9e | Alessandro Ballan | Italie    | Lampre-Fondital        | + 4 s           |
| 10e | Manuele Mori      | Italie    | Saunier Duval-Prodir   | + 4 s           |

| \| Classement général \| Classement général \| Classement général \| Classement général \| Classement général \| \| Coureur \| Coureur \| Pays \| Équipe \| Temps \| \| ------------------ \| ------------------- \| ------------------ \| ------------------------------ \| ------------------ \| \| 1er \| Tom Boonen \| Belgique \| Quick Step-Innergetic \| 9 h 06 min 34 s \| \| 2e \| Manuel Quinziato \| Italie \| Liquigas \| + 1 s \| \| 3e \| Stefan Schumacher \| Allemagne \| Gerolsteiner \| + 3 s \| \| 4e \| George Hincapie \| États-Unis \| Discovery Channel \| + 7 s \| \| 5e \| José Iván Gutiérrez \| Espagne \| Caisse d'Épargne-Illes Balears \| + 8 s \| \| 6e \| Alexei Markov \| Russie \| Caisse d'Épargne-Illes Balears \| + 11 s \| \| 7e \| Joost Posthuma \| Pays-Bas \| Rabobank \| + 16 s \| \| 8e \| Vincenzo Nibali \| Italie \| Liquigas \| + 18 s \| \| 9e \| Alessandro Ballan \| Italie \| Lampre-Fondital \| + 18 s \| \| 10e \| Enrico Gasparotto \| Italie \| Liquigas \| + 19 s \| |                     |            |                                |                 |
| |                     |            |                                |                 |
| |                     |            |                                |                 |
| Classement général |                     |            |                                |                 |
| Coureur | Coureur             | Pays       | Équipe                         | Temps           |
| 1er | Tom Boonen          | Belgique   | Quick Step-Innergetic          | 9 h 06 min 34 s |
| 2e | Manuel Quinziato    | Italie     | Liquigas                       | + 1 s           |
| 3e | Stefan Schumacher   | Allemagne  | Gerolsteiner                   | + 3 s           |
| 4e | George Hincapie     | États-Unis | Discovery Channel              | + 7 s           |
| 5e | José Iván Gutiérrez | Espagne    | Caisse d'Épargne-Illes Balears | + 8 s           |
| 6e | Alexei Markov       | Russie     | Caisse d'Épargne-Illes Balears | + 11 s          |
| 7e | Joost Posthuma      | Pays-Bas   | Rabobank                       | + 16 s          |
| 8e | Vincenzo Nibali     | Italie     | Liquigas                       | + 18 s          |
| 9e | Alessandro Ballan   | Italie     | Lampre-Fondital                | + 18 s          |
| 10e | Enrico Gasparotto   | Italie     | Liquigas                       | + 19 s          |

### 3eétape
La troisième étape s'est déroulée le 19 août.
| \| Classement de l'étape \| Classement de l'étape \| Classement de l'étape \| Classement de l'étape \| Classement de l'étape \| \| Coureur \| Coureur \| Pays \| Équipe \| Temps \| \| --------------------- \| --------------------- \| --------------------- \| ------------------------------ \| --------------------- \| \| 1er \| Tom Boonen \| Belgique \| Quick Step-Innergetic \| 4 h 05 min 56 s \| \| 2e \| Max van Heeswijk \| Pays-Bas \| Discovery Channel \| + 0 s \| \| 3e \| Baden Cooke \| Australie \| Unibet.com \| + 0 s \| \| 4e \| Simone Cadamuro \| Italie \| Team Milram \| + 0 s \| \| 5e \| Stefan Schumacher \| Allemagne \| Gerolsteiner \| + 0 s \| \| 6e \| José Iván Gutiérrez \| Espagne \| Caisse d'Épargne-Illes Balears \| + 0 s \| \| 7e \| Wouter Weylandt \| Belgique \| Quick Step-Innergetic \| + 0 s \| \| 8e \| Fabrizio Guidi \| Italie \| Phonak Hearing Systems \| + 0 s \| \| 9e \| Manuel Quinziato \| Italie \| Liquigas \| + 0 s \| \| 10e \| Lars Michaelsen \| Danemark \| CSC \| + 0 s \| |                     |           |                                |                 |
| |                     |           |                                |                 |
| |                     |           |                                |                 |
| Classement de l'étape |                     |           |                                |                 |
| Coureur | Coureur             | Pays      | Équipe                         | Temps           |
| 1er | Tom Boonen          | Belgique  | Quick Step-Innergetic          | 4 h 05 min 56 s |
| 2e | Max van Heeswijk    | Pays-Bas  | Discovery Channel              | + 0 s           |
| 3e | Baden Cooke         | Australie | Unibet.com                     | + 0 s           |
| 4e | Simone Cadamuro     | Italie    | Team Milram                    | + 0 s           |
| 5e | Stefan Schumacher   | Allemagne | Gerolsteiner                   | + 0 s           |
| 6e | José Iván Gutiérrez | Espagne   | Caisse d'Épargne-Illes Balears | + 0 s           |
| 7e | Wouter Weylandt     | Belgique  | Quick Step-Innergetic          | + 0 s           |
| 8e | Fabrizio Guidi      | Italie    | Phonak Hearing Systems         | + 0 s           |
| 9e | Manuel Quinziato    | Italie    | Liquigas                       | + 0 s           |
| 10e | Lars Michaelsen     | Danemark  | CSC                            | + 0 s           |

| \| Classement général \| Classement général \| Classement général \| Classement général \| Classement général \| \| Coureur \| Coureur \| Pays \| Équipe \| Temps \| \| ------------------ \| ------------------- \| ------------------ \| ------------------------------ \| ------------------ \| \| 1er \| Tom Boonen \| Belgique \| Quick Step-Innergetic \| 13 h 12 min 20 s \| \| 2e \| Manuel Quinziato \| Italie \| Liquigas \| + 11 s \| \| 3e \| Stefan Schumacher \| Allemagne \| Gerolsteiner \| + 13 s \| \| 4e \| George Hincapie \| États-Unis \| Discovery Channel \| + 17 s \| \| 5e \| José Iván Gutiérrez \| Espagne \| Caisse d'Épargne-Illes Balears \| + 18 s \| \| 6e \| Alexei Markov \| Russie \| Caisse d'Épargne-Illes Balears \| + 21 s \| \| 7e \| Joost Posthuma \| Pays-Bas \| Rabobank \| + 26 s \| \| 8e \| Vincenzo Nibali \| Italie \| Liquigas \| + 28 s \| \| 9e \| Alessandro Ballan \| Italie \| Lampre-Fondital \| + 28 s \| \| 10e \| Enrico Gasparotto \| Italie \| Liquigas \| + 29 s \| |                     |            |                                |                  |
| |                     |            |                                |                  |
| |                     |            |                                |                  |
| Classement général |                     |            |                                |                  |
| Coureur | Coureur             | Pays       | Équipe                         | Temps            |
| 1er | Tom Boonen          | Belgique   | Quick Step-Innergetic          | 13 h 12 min 20 s |
| 2e | Manuel Quinziato    | Italie     | Liquigas                       | + 11 s           |
| 3e | Stefan Schumacher   | Allemagne  | Gerolsteiner                   | + 13 s           |
| 4e | George Hincapie     | États-Unis | Discovery Channel              | + 17 s           |
| 5e | José Iván Gutiérrez | Espagne    | Caisse d'Épargne-Illes Balears | + 18 s           |
| 6e | Alexei Markov       | Russie     | Caisse d'Épargne-Illes Balears | + 21 s           |
| 7e | Joost Posthuma      | Pays-Bas   | Rabobank                       | + 26 s           |
| 8e | Vincenzo Nibali     | Italie     | Liquigas                       | + 28 s           |
| 9e | Alessandro Ballan   | Italie     | Lampre-Fondital                | + 28 s           |
| 10e | Enrico Gasparotto   | Italie     | Liquigas                       | + 29 s           |

### 4eétape
La quatrième étape s'est déroulée le 20 août.
| \| Classement de l'étape \| Classement de l'étape \| Classement de l'étape \| Classement de l'étape \| Classement de l'étape \| \| Coureur \| Coureur \| Pays \| Équipe \| Temps \| \| --------------------- \| --------------------- \| --------------------- \| ------------------------------ \| --------------------- \| \| 1er \| George Hincapie \| États-Unis \| Discovery Channel \| 19 min 58 s \| \| 2e \| Vincenzo Nibali \| Italie \| Liquigas \| + 0 s \| \| 3e \| Stefan Schumacher \| Allemagne \| Gerolsteiner \| + 7 s \| \| 4e \| José Iván Gutiérrez \| Espagne \| Caisse d'Épargne-Illes Balears \| + 14 s \| \| 5e \| Philippe Gilbert \| Belgique \| La Française des jeux \| + 16 s \| \| 6e \| Leif Hoste \| Belgique \| Discovery Channel \| + 22 s \| \| 7e \| Joost Posthuma \| Pays-Bas \| Rabobank \| + 25 s \| \| 8e \| Juan Antonio Flecha \| Espagne \| Rabobank \| + 30 s \| \| 9e \| Gustav Larsson \| Suède \| La Française des jeux \| + 33 s \| \| 10e \| Steffen Wesemann \| Suisse \| T-Mobile \| + 33 s \| |                     |            |                                |             |
| |                     |            |                                |             |
| |                     |            |                                |             |
| Classement de l'étape |                     |            |                                |             |
| Coureur | Coureur             | Pays       | Équipe                         | Temps       |
| 1er | George Hincapie     | États-Unis | Discovery Channel              | 19 min 58 s |
| 2e | Vincenzo Nibali     | Italie     | Liquigas                       | + 0 s       |
| 3e | Stefan Schumacher   | Allemagne  | Gerolsteiner                   | + 7 s       |
| 4e | José Iván Gutiérrez | Espagne    | Caisse d'Épargne-Illes Balears | + 14 s      |
| 5e | Philippe Gilbert    | Belgique   | La Française des jeux          | + 16 s      |
| 6e | Leif Hoste          | Belgique   | Discovery Channel              | + 22 s      |
| 7e | Joost Posthuma      | Pays-Bas   | Rabobank                       | + 25 s      |
| 8e | Juan Antonio Flecha | Espagne    | Rabobank                       | + 30 s      |
| 9e | Gustav Larsson      | Suède      | La Française des jeux          | + 33 s      |
| 10e | Steffen Wesemann    | Suisse     | T-Mobile                       | + 33 s      |

| \| Classement général \| Classement général \| Classement général \| Classement général \| Classement général \| \| Coureur \| Coureur \| Pays \| Équipe \| Temps \| \| ------------------ \| ------------------- \| ------------------ \| ------------------------------ \| ------------------ \| \| 1er \| George Hincapie \| États-Unis \| Discovery Channel \| 13 h 32 min 35 s \| \| 2e \| Stefan Schumacher \| Allemagne \| Gerolsteiner \| + 3 s \| \| 3e \| Vincenzo Nibali \| Italie \| Liquigas \| + 11 s \| \| 4e \| José Iván Gutiérrez \| Espagne \| Caisse d'Épargne-Illes Balears \| + 15 s \| \| 5e \| Manuel Quinziato \| Italie \| Liquigas \| + 31 s \| \| 6e \| Philippe Gilbert \| Belgique \| La Française des jeux \| + 32 s \| \| 7e \| Joost Posthuma \| Pays-Bas \| Rabobank \| + 34 s \| \| 8e \| Alexei Markov \| Russie \| Caisse d'Épargne-Illes Balears \| + 50 s \| \| 9e \| Juan Antonio Flecha \| Espagne \| Rabobank \| + 51 s \| \| 10e \| Alessandro Ballan \| Italie \| Lampre-Fondital \| + 52 s \| |                     |            |                                |                  |
| |                     |            |                                |                  |
| |                     |            |                                |                  |
| Classement général |                     |            |                                |                  |
| Coureur | Coureur             | Pays       | Équipe                         | Temps            |
| 1er | George Hincapie     | États-Unis | Discovery Channel              | 13 h 32 min 35 s |
| 2e | Stefan Schumacher   | Allemagne  | Gerolsteiner                   | + 3 s            |
| 3e | Vincenzo Nibali     | Italie     | Liquigas                       | + 11 s           |
| 4e | José Iván Gutiérrez | Espagne    | Caisse d'Épargne-Illes Balears | + 15 s           |
| 5e | Manuel Quinziato    | Italie     | Liquigas                       | + 31 s           |
| 6e | Philippe Gilbert    | Belgique   | La Française des jeux          | + 32 s           |
| 7e | Joost Posthuma      | Pays-Bas   | Rabobank                       | + 34 s           |
| 8e | Alexei Markov       | Russie     | Caisse d'Épargne-Illes Balears | + 50 s           |
| 9e | Juan Antonio Flecha | Espagne    | Rabobank                       | + 51 s           |
| 10e | Alessandro Ballan   | Italie     | Lampre-Fondital                | + 52 s           |

### 5eétape
La cinquième étape s'est déroulée le 21 août.
| \| Classement de l'étape \| Classement de l'étape \| Classement de l'étape \| Classement de l'étape \| Classement de l'étape \| \| Coureur \| Coureur \| Pays \| Équipe \| Temps \| \| --------------------- \| --------------------- \| --------------------- \| ------------------------------ \| --------------------- \| \| 1er \| Tom Boonen \| Belgique \| Quick Step-Innergetic \| 3 h 52 min 20 s \| \| 2e \| Julian Dean \| Nouvelle-Zélande \| Crédit Agricole \| + 0 s \| \| 3e \| Simone Cadamuro \| Italie \| Team Milram \| + 0 s \| \| 4e \| Alexei Markov \| Russie \| Caisse d'Épargne-Illes Balears \| + 0 s \| \| 5e \| Alessandro Ballan \| Italie \| Lampre-Fondital \| + 0 s \| \| 6e \| Yuriy Krivtsov \| Ukraine \| AG2R Prévoyance \| + 0 s \| \| 7e \| Enrico Gasparotto \| Italie \| Liquigas \| + 0 s \| \| 8e \| David Kopp \| Allemagne \| Gerolsteiner \| + 0 s \| \| 9e \| Olaf Pollack \| Allemagne \| T-Mobile \| + 0 s \| \| 10e \| Lloyd Mondory \| France \| AG2R Prévoyance \| + 0 s \| |                   |                  |                                |                 |
| |                   |                  |                                |                 |
| |                   |                  |                                |                 |
| Classement de l'étape |                   |                  |                                |                 |
| Coureur | Coureur           | Pays             | Équipe                         | Temps           |
| 1er | Tom Boonen        | Belgique         | Quick Step-Innergetic          | 3 h 52 min 20 s |
| 2e | Julian Dean       | Nouvelle-Zélande | Crédit Agricole                | + 0 s           |
| 3e | Simone Cadamuro   | Italie           | Team Milram                    | + 0 s           |
| 4e | Alexei Markov     | Russie           | Caisse d'Épargne-Illes Balears | + 0 s           |
| 5e | Alessandro Ballan | Italie           | Lampre-Fondital                | + 0 s           |
| 6e | Yuriy Krivtsov    | Ukraine          | AG2R Prévoyance                | + 0 s           |
| 7e | Enrico Gasparotto | Italie           | Liquigas                       | + 0 s           |
| 8e | David Kopp        | Allemagne        | Gerolsteiner                   | + 0 s           |
| 9e | Olaf Pollack      | Allemagne        | T-Mobile                       | + 0 s           |
| 10e | Lloyd Mondory     | France           | AG2R Prévoyance                | + 0 s           |

| \| Classement général \| Classement général \| Classement général \| Classement général \| Classement général \| \| Coureur \| Coureur \| Pays \| Équipe \| Temps \| \| ------------------ \| ------------------- \| ------------------ \| ------------------------------ \| ------------------ \| \| 1er \| George Hincapie \| États-Unis \| Discovery Channel \| 17 h 24 min 55 s \| \| 2e \| Stefan Schumacher \| Allemagne \| Gerolsteiner \| + 3 s \| \| 3e \| Vincenzo Nibali \| Italie \| Liquigas \| + 11 s \| \| 4e \| José Iván Gutiérrez \| Espagne \| Caisse d'Épargne-Illes Balears \| + 15 s \| \| 5e \| Manuel Quinziato \| Italie \| Liquigas \| + 31 s \| \| 6e \| Philippe Gilbert \| Belgique \| La Française des jeux \| + 32 s \| \| 7e \| Joost Posthuma \| Pays-Bas \| Rabobank \| + 34 s \| \| 8e \| Alexei Markov \| Russie \| Caisse d'Épargne-Illes Balears \| + 50 s \| \| 9e \| Juan Antonio Flecha \| Espagne \| Rabobank \| + 51 s \| \| 10e \| Alessandro Ballan \| Italie \| Lampre-Fondital \| + 52 s \| |                     |            |                                |                  |
| |                     |            |                                |                  |
| |                     |            |                                |                  |
| Classement général |                     |            |                                |                  |
| Coureur | Coureur             | Pays       | Équipe                         | Temps            |
| 1er | George Hincapie     | États-Unis | Discovery Channel              | 17 h 24 min 55 s |
| 2e | Stefan Schumacher   | Allemagne  | Gerolsteiner                   | + 3 s            |
| 3e | Vincenzo Nibali     | Italie     | Liquigas                       | + 11 s           |
| 4e | José Iván Gutiérrez | Espagne    | Caisse d'Épargne-Illes Balears | + 15 s           |
| 5e | Manuel Quinziato    | Italie     | Liquigas                       | + 31 s           |
| 6e | Philippe Gilbert    | Belgique   | La Française des jeux          | + 32 s           |
| 7e | Joost Posthuma      | Pays-Bas   | Rabobank                       | + 34 s           |
| 8e | Alexei Markov       | Russie     | Caisse d'Épargne-Illes Balears | + 50 s           |
| 9e | Juan Antonio Flecha | Espagne    | Rabobank                       | + 51 s           |
| 10e | Alessandro Ballan   | Italie     | Lampre-Fondital                | + 52 s           |

### 6eétape
La sixième étape s'est déroulée le 22 août.
| \| Classement de l'étape \| Classement de l'étape \| Classement de l'étape \| Classement de l'étape \| Classement de l'étape \| \| Coureur \| Coureur \| Pays \| Équipe \| Temps \| \| --------------------- \| --------------------- \| --------------------- \| ------------------------------------- \| --------------------- \| \| 1er \| David Kopp \| Allemagne \| Gerolsteiner \| 4 h 50 min 43 s \| \| 2e \| Marco Zanotti \| Italie \| Unibet.com \| + 0 s \| \| 3e \| Philippe Gilbert \| Belgique \| La Française des jeux \| + 0 s \| \| 4e \| Wouter Weylandt \| Belgique \| Quick Step-Innergetic \| + 0 s \| \| 5e \| Aart Vierhouten \| Pays-Bas \| Skil-Shimano \| + 0 s \| \| 6e \| Roy Sentjens \| Belgique \| Rabobank \| + 0 s \| \| 7e \| Lars Michaelsen \| Danemark \| CSC \| + 0 s \| \| 8e \| Erki Pütsep \| Estonie \| AG2R Prévoyance \| + 0 s \| \| 9e \| Luciano Pagliarini \| Brésil \| Saunier Duval-Prodir \| + 0 s \| \| 10e \| Steven Caethoven \| Belgique \| Chocolade Jacques-Topsport Vlaanderen \| + 0 s \| |                    |           |                                       |                 |
| |                    |           |                                       |                 |
| |                    |           |                                       |                 |
| Classement de l'étape |                    |           |                                       |                 |
| Coureur | Coureur            | Pays      | Équipe                                | Temps           |
| 1er | David Kopp         | Allemagne | Gerolsteiner                          | 4 h 50 min 43 s |
| 2e | Marco Zanotti      | Italie    | Unibet.com                            | + 0 s           |
| 3e | Philippe Gilbert   | Belgique  | La Française des jeux                 | + 0 s           |
| 4e | Wouter Weylandt    | Belgique  | Quick Step-Innergetic                 | + 0 s           |
| 5e | Aart Vierhouten    | Pays-Bas  | Skil-Shimano                          | + 0 s           |
| 6e | Roy Sentjens       | Belgique  | Rabobank                              | + 0 s           |
| 7e | Lars Michaelsen    | Danemark  | CSC                                   | + 0 s           |
| 8e | Erki Pütsep        | Estonie   | AG2R Prévoyance                       | + 0 s           |
| 9e | Luciano Pagliarini | Brésil    | Saunier Duval-Prodir                  | + 0 s           |
| 10e | Steven Caethoven   | Belgique  | Chocolade Jacques-Topsport Vlaanderen | + 0 s           |

| \| Classement général \| Classement général \| Classement général \| Classement général \| Classement général \| \| Coureur \| Coureur \| Pays \| Équipe \| Temps \| \| ------------------ \| ------------------- \| ------------------ \| ------------------------------ \| ------------------ \| \| 1er \| George Hincapie \| États-Unis \| Discovery Channel \| 22 h 15 min 38 s \| \| 2e \| Stefan Schumacher \| Allemagne \| Gerolsteiner \| + 3 s \| \| 3e \| Vincenzo Nibali \| Italie \| Liquigas \| + 11 s \| \| 4e \| José Iván Gutiérrez \| Espagne \| Caisse d'Épargne-Illes Balears \| + 15 s \| \| 5e \| Philippe Gilbert \| Belgique \| La Française des jeux \| + 28 s \| \| 6e \| Manuel Quinziato \| Italie \| Liquigas \| + 31 s \| \| 7e \| Joost Posthuma \| Pays-Bas \| Rabobank \| + 34 s \| \| 8e \| Alexei Markov \| Russie \| Caisse d'Épargne-Illes Balears \| + 50 s \| \| 9e \| Juan Antonio Flecha \| Espagne \| Rabobank \| + 51 s \| \| 10e \| Alessandro Ballan \| Italie \| Lampre-Fondital \| + 52 s \| |                     |            |                                |                  |
| |                     |            |                                |                  |
| |                     |            |                                |                  |
| Classement général |                     |            |                                |                  |
| Coureur | Coureur             | Pays       | Équipe                         | Temps            |
| 1er | George Hincapie     | États-Unis | Discovery Channel              | 22 h 15 min 38 s |
| 2e | Stefan Schumacher   | Allemagne  | Gerolsteiner                   | + 3 s            |
| 3e | Vincenzo Nibali     | Italie     | Liquigas                       | + 11 s           |
| 4e | José Iván Gutiérrez | Espagne    | Caisse d'Épargne-Illes Balears | + 15 s           |
| 5e | Philippe Gilbert    | Belgique   | La Française des jeux          | + 28 s           |
| 6e | Manuel Quinziato    | Italie     | Liquigas                       | + 31 s           |
| 7e | Joost Posthuma      | Pays-Bas   | Rabobank                       | + 34 s           |
| 8e | Alexei Markov       | Russie     | Caisse d'Épargne-Illes Balears | + 50 s           |
| 9e | Juan Antonio Flecha | Espagne    | Rabobank                       | + 51 s           |
| 10e | Alessandro Ballan   | Italie     | Lampre-Fondital                | + 52 s           |

### 7eétape
La septième et dernière étape s'est déroulée le 23 août.
Cette dernière étape, remportée par le Belge Philippe Gilbert en solitaire, a été marquée par la chute lors du sprint final de l'Américain George Hincapie, alors leader du classement général. Stefan Schumacher, qui le précédait, a fait un écart pour éviter le bras d'un spectateur, faisant ainsi chuter George Hincapie. Stefan Schumacher, qui n'a pas chuté, arrivera finalement troisième de l'étape et gagne cet Eneco Tour dans ces conditions confuses.
| \| Classement de l'étape \| Classement de l'étape \| Classement de l'étape \| Classement de l'étape \| Classement de l'étape \| \| Coureur \| Coureur \| Pays \| Équipe \| Temps \| \| --------------------- \| --------------------- \| --------------------- \| ---------------------- \| --------------------- \| \| 1er \| Philippe Gilbert \| Belgique \| La Française des jeux \| 5 h 05 min 16 s \| \| 2e \| Manuele Mori \| Italie \| Saunier Duval-Prodir \| + 2 s \| \| 3e \| Stefan Schumacher \| Allemagne \| Gerolsteiner \| + 2 s \| \| 4e \| Enrico Gasparotto \| Italie \| Liquigas \| + 2 s \| \| 5e \| Fabrizio Guidi \| Italie \| Phonak Hearing Systems \| + 2 s \| \| 6e \| Alessandro Ballan \| Italie \| Lampre-Fondital \| + 2 s \| \| 7e \| Johan Vansummeren \| Belgique \| Davitamon-Lotto \| + 2 s \| \| 8e \| Julian Dean \| Nouvelle-Zélande \| Crédit Agricole \| + 2 s \| \| 9e \| Gerben Löwik \| Pays-Bas \| Rabobank \| + 2 s \| \| 10e \| José Joaquín Rojas \| Espagne \| Astana \| + 2 s \| |                    |                  |                        |                 |
| |                    |                  |                        |                 |
| |                    |                  |                        |                 |
| Classement de l'étape |                    |                  |                        |                 |
| Coureur | Coureur            | Pays             | Équipe                 | Temps           |
| 1er | Philippe Gilbert   | Belgique         | La Française des jeux  | 5 h 05 min 16 s |
| 2e | Manuele Mori       | Italie           | Saunier Duval-Prodir   | + 2 s           |
| 3e | Stefan Schumacher  | Allemagne        | Gerolsteiner           | + 2 s           |
| 4e | Enrico Gasparotto  | Italie           | Liquigas               | + 2 s           |
| 5e | Fabrizio Guidi     | Italie           | Phonak Hearing Systems | + 2 s           |
| 6e | Alessandro Ballan  | Italie           | Lampre-Fondital        | + 2 s           |
| 7e | Johan Vansummeren  | Belgique         | Davitamon-Lotto        | + 2 s           |
| 8e | Julian Dean        | Nouvelle-Zélande | Crédit Agricole        | + 2 s           |
| 9e | Gerben Löwik       | Pays-Bas         | Rabobank               | + 2 s           |
| 10e | José Joaquín Rojas | Espagne          | Astana                 | + 2 s           |

| \| Classement général \| Classement général \| Classement général \| Classement général \| Classement général \| \| Coureur \| Coureur \| Pays \| Équipe \| Temps \| \| ------------------ \| ------------------- \| ------------------ \| --------------------- \| ------------------ \| \| 1er \| Stefan Schumacher \| Allemagne \| Gerolsteiner \| 27 h 20 min 55 s \| \| 2e \| George Hincapie \| États-Unis \| Discovery Channel \| + 1 s \| \| 3e \| Vincenzo Nibali \| Italie \| Liquigas \| + 12 s \| \| 4e \| Philippe Gilbert \| Belgique \| La Française des jeux \| + 17 s \| \| 5e \| Manuel Quinziato \| Italie \| Liquigas \| + 32 s \| \| 6e \| Joost Posthuma \| Pays-Bas \| Rabobank \| + 35 s \| \| 7e \| Juan Antonio Flecha \| Espagne \| Rabobank \| + 52 s \| \| 8e \| Alessandro Ballan \| Italie \| Lampre-Fondital \| + 53 s \| \| 9e \| Thomas Dekker \| Pays-Bas \| Rabobank \| + 55 s \| \| 10e \| Steffen Wesemann \| Suisse \| T-Mobile \| + 56 s \| |                     |            |                       |                  |
| |                     |            |                       |                  |
| |                     |            |                       |                  |
| Classement général |                     |            |                       |                  |
| Coureur | Coureur             | Pays       | Équipe                | Temps            |
| 1er | Stefan Schumacher   | Allemagne  | Gerolsteiner          | 27 h 20 min 55 s |
| 2e | George Hincapie     | États-Unis | Discovery Channel     | + 1 s            |
| 3e | Vincenzo Nibali     | Italie     | Liquigas              | + 12 s           |
| 4e | Philippe Gilbert    | Belgique   | La Française des jeux | + 17 s           |
| 5e | Manuel Quinziato    | Italie     | Liquigas              | + 32 s           |
| 6e | Joost Posthuma      | Pays-Bas   | Rabobank              | + 35 s           |
| 7e | Juan Antonio Flecha | Espagne    | Rabobank              | + 52 s           |
| 8e | Alessandro Ballan   | Italie     | Lampre-Fondital       | + 53 s           |
| 9e | Thomas Dekker       | Pays-Bas   | Rabobank              | + 55 s           |
| 10e | Steffen Wesemann    | Suisse     | T-Mobile              | + 56 s           |

## Classements finals
| \| Classement général \| Classement général \| Classement général \| Classement général \| Classement général \| \| Coureur \| Coureur \| Pays \| Équipe \| Temps \| \| ------------------ \| ------------------- \| ------------------ \| --------------------- \| ------------------ \| \| 1er \| Stefan Schumacher \| Allemagne \| Gerolsteiner \| 27 h 20 min 55 s \| \| 2e \| George Hincapie \| États-Unis \| Discovery Channel \| + 1 s \| \| 3e \| Vincenzo Nibali \| Italie \| Liquigas \| + 12 s \| \| 4e \| Philippe Gilbert \| Belgique \| La Française des jeux \| + 17 s \| \| 5e \| Manuel Quinziato \| Italie \| Liquigas \| + 32 s \| \| 6e \| Joost Posthuma \| Pays-Bas \| Rabobank \| + 35 s \| \| 7e \| Juan Antonio Flecha \| Espagne \| Rabobank \| + 52 s \| \| 8e \| Alessandro Ballan \| Italie \| Lampre-Fondital \| + 53 s \| \| 9e \| Thomas Dekker \| Pays-Bas \| Rabobank \| + 55 s \| \| 10e \| Steffen Wesemann \| Suisse \| T-Mobile \| + 56 s \| |                     |            |                       |                  |
| |                     |            |                       |                  |
| |                     |            |                       |                  |
| Classement général |                     |            |                       |                  |
| Coureur | Coureur             | Pays       | Équipe                | Temps            |
| 1er | Stefan Schumacher   | Allemagne  | Gerolsteiner          | 27 h 20 min 55 s |
| 2e | George Hincapie     | États-Unis | Discovery Channel     | + 1 s            |
| 3e | Vincenzo Nibali     | Italie     | Liquigas              | + 12 s           |
| 4e | Philippe Gilbert    | Belgique   | La Française des jeux | + 17 s           |
| 5e | Manuel Quinziato    | Italie     | Liquigas              | + 32 s           |
| 6e | Joost Posthuma      | Pays-Bas   | Rabobank              | + 35 s           |
| 7e | Juan Antonio Flecha | Espagne    | Rabobank              | + 52 s           |
| 8e | Alessandro Ballan   | Italie     | Lampre-Fondital       | + 53 s           |
| 9e | Thomas Dekker       | Pays-Bas   | Rabobank              | + 55 s           |
| 10e | Steffen Wesemann    | Suisse     | T-Mobile              | + 56 s           |

| Classement par points | Classement par points | Classement par points | Classement par points  | Classement par points |
| Coureur               | Coureur               | Pays                  | Équipe                 | Points                |
| --------------------- | --------------------- | --------------------- | ---------------------- | --------------------- |
| 1er                   | Simone Cadamuro       | Italie                | Team Milram            | 91 pts                |
| 2e                    | Tom Boonen            | Belgique              | Quick Step-Innergetic  | 90 pts                |
| 3e                    | Stefan Schumacher     | Allemagne             | Gerolsteiner           | 59 pts                |
| 4e                    | Philippe Gilbert      | Belgique              | La Française des jeux  | 57 pts                |
| 5e                    | Julian Dean           | Nouvelle-Zélande      | Crédit Agricole        | 56 pts                |
| 6e                    | Alessandro Ballan     | Italie                | Lampre-Fondital        | 54 pts                |
| 7e                    | Enrico Gasparotto     | Italie                | Liquigas               | 54 pts                |
| 8e                    | Wouter Weylandt       | Belgique              | Quick Step-Innergetic  | 54 pts                |
| 9e                    | Fabrizio Guidi        | Italie                | Phonak Hearing Systems | 52 pts                |
| 10e                   | Bert Roesems          | Belgique              | Davitamon-Lotto        | 48 pts                |

| Classement par points | Classement par points | Classement par points | Classement par points  | Classement par points |
| Coureur               | Coureur               | Pays                  | Équipe                 | Points                |
| --------------------- | --------------------- | --------------------- | ---------------------- | --------------------- |
| 1er                   | Simone Cadamuro       | Italie                | Team Milram            | 91 pts                |
| 2e                    | Tom Boonen            | Belgique              | Quick Step-Innergetic  | 90 pts                |
| 3e                    | Stefan Schumacher     | Allemagne             | Gerolsteiner           | 59 pts                |
| 4e                    | Philippe Gilbert      | Belgique              | La Française des jeux  | 57 pts                |
| 5e                    | Julian Dean           | Nouvelle-Zélande      | Crédit Agricole        | 56 pts                |
| 6e                    | Alessandro Ballan     | Italie                | Lampre-Fondital        | 54 pts                |
| 7e                    | Enrico Gasparotto     | Italie                | Liquigas               | 54 pts                |
| 8e                    | Wouter Weylandt       | Belgique              | Quick Step-Innergetic  | 54 pts                |
| 9e                    | Fabrizio Guidi        | Italie                | Phonak Hearing Systems | 52 pts                |
| 10e                   | Bert Roesems          | Belgique              | Davitamon-Lotto        | 48 pts                |

| Classement du meilleur jeune | Classement du meilleur jeune | Classement du meilleur jeune | Classement du meilleur jeune   | Classement du meilleur jeune |
| Coureur                      | Coureur                      | Pays                         | Équipe                         | Temps                        |
| ---------------------------- | ---------------------------- | ---------------------------- | ------------------------------ | ---------------------------- |
| 1er                          | Stefan Schumacher            | Allemagne                    | Gerolsteiner                   | 27 h 20 min 55 s             |
| 2e                           | Vincenzo Nibali              | Italie                       | Liquigas                       | + 12 s                       |
| 3e                           | Philippe Gilbert             | Belgique                     | La Française des jeux          | + 17 s                       |
| 4e                           | Joost Posthuma               | Pays-Bas                     | Rabobank                       | + 35 s                       |
| 5e                           | Erik Dekker                  | Pays-Bas                     | Rabobank                       | + 55 s                       |
| 6e                           | Johan Vansummeren            | Belgique                     | Davitamon-Lotto                | + 1 min 05 s                 |
| 7e                           | Enrico Gasparotto            | Italie                       | Liquigas                       | + 1 min 15 s                 |
| 8e                           | José Joaquín Rojas           | Espagne                      | Astana                         | + 1 min 56 s                 |
| 9e                           | Imanol Erviti                | Espagne                      | Caisse d'Épargne-Illes Balears | + 2 min 26 s                 |
| 10e                          | Thomas Lövkvist              | Suède                        | La Française des jeux          | + 2 min 35 s                 |

| Classement du meilleur jeune | Classement du meilleur jeune | Classement du meilleur jeune | Classement du meilleur jeune   | Classement du meilleur jeune |
| Coureur                      | Coureur                      | Pays                         | Équipe                         | Temps                        |
| ---------------------------- | ---------------------------- | ---------------------------- | ------------------------------ | ---------------------------- |
| 1er                          | Stefan Schumacher            | Allemagne                    | Gerolsteiner                   | 27 h 20 min 55 s             |
| 2e                           | Vincenzo Nibali              | Italie                       | Liquigas                       | + 12 s                       |
| 3e                           | Philippe Gilbert             | Belgique                     | La Française des jeux          | + 17 s                       |
| 4e                           | Joost Posthuma               | Pays-Bas                     | Rabobank                       | + 35 s                       |
| 5e                           | Erik Dekker                  | Pays-Bas                     | Rabobank                       | + 55 s                       |
| 6e                           | Johan Vansummeren            | Belgique                     | Davitamon-Lotto                | + 1 min 05 s                 |
| 7e                           | Enrico Gasparotto            | Italie                       | Liquigas                       | + 1 min 15 s                 |
| 8e                           | José Joaquín Rojas           | Espagne                      | Astana                         | + 1 min 56 s                 |
| 9e                           | Imanol Erviti                | Espagne                      | Caisse d'Épargne-Illes Balears | + 2 min 26 s                 |
| 10e                          | Thomas Lövkvist              | Suède                        | La Française des jeux          | + 2 min 35 s                 |

| Classement par équipes | Classement par équipes         | Classement par équipes | Classement par équipes |
| Équipe                 | Équipe                         | Pays                   | Temps                  |
| ---------------------- | ------------------------------ | ---------------------- | ---------------------- |
| 1re                    | Liquigas                       | Italie                 | 82 h 04 min 56 s       |
| 2e                     | Rabobank                       | Pays-Bas               | + 12 s                 |
| 3e                     | Discovery Channel              | États-Unis             | + 29 s                 |
| 4e                     | Caisse d'Épargne-Illes Balears | Espagne                | + 1 min 07 s           |
| 5e                     | La Française des jeux          | France                 | + 1 min 32 s           |
| 6e                     | Phonak Hearing Systems         | Suisse                 | + 2 min 12 s           |
| 7e                     | T-Mobile                       | Allemagne              | + 4 min 03 s           |
| 8e                     | Saunier Duval-Prodir           | Espagne                | + 5 min 23 s           |
| 9e                     | Crédit Agricole                | France                 | + 5 min 36 s           |
| 10e                    | Lampre-Fondital                | Italie                 | + 6 min 31 s           |

| Classement par équipes | Classement par équipes         | Classement par équipes | Classement par équipes |
| Équipe                 | Équipe                         | Pays                   | Temps                  |
| ---------------------- | ------------------------------ | ---------------------- | ---------------------- |
| 1re                    | Liquigas                       | Italie                 | 82 h 04 min 56 s       |
| 2e                     | Rabobank                       | Pays-Bas               | + 12 s                 |
| 3e                     | Discovery Channel              | États-Unis             | + 29 s                 |
| 4e                     | Caisse d'Épargne-Illes Balears | Espagne                | + 1 min 07 s           |
| 5e                     | La Française des jeux          | France                 | + 1 min 32 s           |
| 6e                     | Phonak Hearing Systems         | Suisse                 | + 2 min 12 s           |
| 7e                     | T-Mobile                       | Allemagne              | + 4 min 03 s           |
| 8e                     | Saunier Duval-Prodir           | Espagne                | + 5 min 23 s           |
| 9e                     | Crédit Agricole                | France                 | + 5 min 36 s           |
| 10e                    | Lampre-Fondital                | Italie                 | + 6 min 31 s           |

## Évolution des classements
| Étape              | Vainqueur          | Classement général | Classement par points | Classement des jeunes | Classement par équipes |
| ------------------ | ------------------ | ------------------ | --------------------- | --------------------- | ---------------------- |
| Prol. (clm)        | Stefan Schumacher  | Stefan Schumacher  | non décerné           | Stefan Schumacher     | Discovery Channel      |
| 1                  | Tom Boonen         | Tom Boonen         | Tom Boonen            | Stefan Schumacher     | Quick Step-Innergetic  |
| 2                  | Manuel Quinziato   | Tom Boonen         | Simone Cadamuro       | Stefan Schumacher     | Quick Step-Innergetic  |
| 3                  | Tom Boonen         | Tom Boonen         | Simone Cadamuro       | Stefan Schumacher     | Quick Step-Innergetic  |
| 4 (clm)            | George Hincapie    | George Hincapie    | Simone Cadamuro       | Stefan Schumacher     | Discovery Channel      |
| 5                  | Tom Boonen         | George Hincapie    | Simone Cadamuro       | Stefan Schumacher     | Discovery Channel      |
| 6                  | David Kopp         | George Hincapie    | Simone Cadamuro       | Stefan Schumacher     | Discovery Channel      |
| 7                  | Philippe Gilbert   | Stefan Schumacher  | Simone Cadamuro       | Stefan Schumacher     | Liquigas               |
| Classements finals | Classements finals | Stefan Schumacher  | Simone Cadamuro       | Stefan Schumacher     | Liquigas               |

## Liste des participants
| Liste des participants | Liste des participants | Liste des participants |
| --- | ---------------------- | ---------------------- |
| \| CSC \| CSC \| CSC \| \| --- \| ---------------------- \| ---- \| \| Num \| Coureur \| Pos \| \| 1 \| Bobby Julich (USA) \| NP-3 \| \| 2 \| Matti Breschel (DEN) \| AB-1 \| \| 3 \| Karsten Kroon (NED) \| 16e \| \| 4 \| Luke Roberts (AUS) \| 65e \| \| 5 \| Michael Blaudzun (DEN) \| AB-7 \| \| 6 \| Allan Johansen (DEN) \| 59e \| \| 7 \| Andrea Peron (ITA) \| 44e \| \| 8 \| Lars Michaelsen (DEN) \| AB-7 \| |                        |                        |
| CSC |                        |                        |
| Num | Coureur                | Pos                    |
| 1 | Bobby Julich (USA)     | NP-3                   |
| 2 | Matti Breschel (DEN)   | AB-1                   |
| 3 | Karsten Kroon (NED)    | 16e                    |
| 4 | Luke Roberts (AUS)     | 65e                    |
| 5 | Michael Blaudzun (DEN) | AB-7                   |
| 6 | Allan Johansen (DEN)   | 59e                    |
| 7 | Andrea Peron (ITA)     | 44e                    |
| 8 | Lars Michaelsen (DEN)  | AB-7                   |

| CSC | CSC                    | CSC  |
| --- | ---------------------- | ---- |
| Num | Coureur                | Pos  |
| 1   | Bobby Julich (USA)     | NP-3 |
| 2   | Matti Breschel (DEN)   | AB-1 |
| 3   | Karsten Kroon (NED)    | 16e  |
| 4   | Luke Roberts (AUS)     | 65e  |
| 5   | Michael Blaudzun (DEN) | AB-7 |
| 6   | Allan Johansen (DEN)   | 59e  |
| 7   | Andrea Peron (ITA)     | 44e  |
| 8   | Lars Michaelsen (DEN)  | AB-7 |